# José Manuel Caetano
José Manuel Caetano é um empresário português, considerado como uma figura importante associada aos movimentos ambientalistas. Fundou, em 1987, a Federação Portuguesa de Cicloturismo e Utilizadores de Bicicleta, sendo Membro Honorário. Da atividade associativa, destaca-se a organização de eventos mobilizadores da sociedade civil do cicloturismo e mobilidade sustentável.

## Importância
Na área do ambiente, promoveu o Encontro Nacional das Associações de Defesa do Ambiente, o Prémio Nacional de Ambiente Fernando Pereira, as Cimeiras Ecologistas Ibéricas, a Conferência Os Desafios Estratégicos para o Turismo Sustentável e o Encontro Nacional de Jovens para o Ambiente, ambos no âmbito da Presidência Portuguesa do Conselho da União Europeia.
Preside à Confederação Portuguesa das Associações de Defesa do Ambiente (que cofundou em 1987), Membro Associado do GEOTA, da QUERCUS, da European Cyclist’s Federation, da Alliance Internationale de Tourisme, da Union Européenne de Cyclotourisme, da Coordinadora Ibérica en Defensa de la Bici, da Confederação Portuguesa de Prevenção do Tabagismo e do Núcleo Cicloturista de Sesimbra (ambos de que é sócio fundador) e da Associação de Residentes de Telheiras.
Foi, em 2012, nomeado pelo Secretário de Estado das Obras Públicas, Transportes e Comunicações para a Unidade de Missão para elaborar a Carta de Mobilidade Ligeira.
Recebeu, em 2018, o Prêmio Quercus "pelo trabalho meritório que este tem realizado na área do Ambiente, e pela sensibilização e defesa das várias causas ambientais em que se tem envolvido".